# Dubul' ibhunu
Dubul' ibhunu of Kill de Boer is zowel een Zuid-Afrikaans oorlogslied als een anti-Boer-slogan die ontstond tijdens de strijd tegen het apartheidsregime. Het lied, in het Zoeloe, heeft 4 coupletten en het grootste deel van de tekst bestaat simpelweg uit de uitdrukking dubul' ibhunu, wat vertaald kan worden tot Dood de Boer. Vooral zwarte Zuid-Afrikanen zien het als een bevrijdingslied dat een belangrijk deel van de geschiedenis van Zuid-Afrika onder woorden brengt.
De term Boer verwijst over het algemeen naar de blanke Afrikaanssprekende bevolking in Zuid-Afrika. In feite bestaat er binnen de Zuid-Afrikaanse samenleving geen consensus over wie het doelwit is van dit lied: blanke Zuid-Afrikanen in het algemeen, de Afrikaner bevolking, blanke boeren of de apartheidspolitie en het apartheidsleger.
Sinds 2011 wordt dit lied beschouwd als haatzaaien, dat valt onder aanzetten tot rassenhaat; het is illegaal om het in het openbaar te zingen of als slogan op een spandoek te gebruiken.

## Rechtszaak tegen Malema
In april 2011 werd Julius Malema voor het South Gauteng High Court gedaagd naar aanleiding van een klacht van AfriForum op grond van de Equality Act, omdat hij dubul' ibhunu had gezongen op verschillende politieke bijeenkomsten van de African National Congress Youth League (ANCYL). Hij verdedigde zich door uit te leggen dat het lied volgens hem een metafoor was voor apartheid en een oproep om een einde te maken aan onderdrukking en niet om mensen te doden. Zijn argumenten overtuigden het hof echter niet, dat in september 2011 oordeelde dat Julius Malema het lied in de toekomst niet meer mocht zingen, omdat zijn vrijheid van meningsuiting werd geregeld door de wetgeving van het land en door internationale verdragen die Zuid-Afrika had ondertekend om de menselijke waardigheid te waarborgen. Het Hooggerechtshof oordeelde dat het lied discriminerend en schadelijk was, de waardigheid van Afrikaners ondermijnde en dus een vorm van haatzaaien was. Ook het ANC sloot zich hierbij aan, en beloofde het lied niet meer te zingen of op welke manier dan ook te gebruiken.
Malema verscheen in 2022 opnieuw voor de rechtbank omdat hij naar verluidt het lied had gezongen in een zaak die was aangespannen door Afriforum, waarin werd gedebatteerd of het lied al dan niet haatdragende taal was. Rechter Edwin Molahlehi van het Hooggerechtshof van Johannesburg oordeelde dat het gezang en het lied niet bedoeld waren om serieus te worden genomen, dat de verwijzing naar 'boer' niet letterlijk verwees naar blanke of Afrikaanse mensen, en dat het niet aanzette tot haat jegens blanke mensen in het algemeen ; en oordeelde dat het lied geen haatdragende taal was. 

## Tekst
| Original | English |
| --- | --- |
| Ayasab' amagwala dubula dubula ayeah dubula dubula ayasab 'a magwala dubula dubula awu yoh dubula dubula aw dubul'ibhunu dubula dubula aw dubul'ibhunu dubula dubula aw dubul'ibhunu dubula dubula aw dubul'ibhunu dubula dubula awe mama ndiyekele awe mama iyeah awe mama ndiyekele awe mama iyo aw dubul'ibhunu dubula dubula aw dubul'ibhunu dubula dubula aw dubul'ibhunu dubula dubula aw dubul'ibhunu dubula dubula Ayasab' amagwala dubula dubula ayeah dubula dubula ayasab 'a magwala dubula dubula iii yoh dubula dubala aw dubul'ibhunu dubula dubula aw dubul'ibhunu dubula dubula aw dubul'ibhunu dubula dubula aw dubul'ibhunu dubula dubula awe mama ndiyekele awe mama iyo awe mama ndiyekele awe mama iyo aw dubul'ibhunu dubula dubula aw dubul'ibhunu dubula dubula aw dubul'ibhunu dubula dubula aw dubul'ibhunu dubula dubula Ziyarapa lezinja dubula dubula ay iyeah dubula dubula Ziyarapa lezinja dubula dubula ay iiiyo dubula dubula Aw dubul'ibhunu dubula dubula Aw dubul'ibhunu dubula dubula Aw dubul'ibhunu dubula dubula Aw dubul'ibhunu dubula dubula Ayasab' amagwala Dubula dubula Ay iyeah Dubula dubula Ayasab' amagwala Dubula dubula Ay iyeah | The cowards are scared shoot shoot ayeah shoot shoot the cowards are scared shoot shoot awu yoh shoot shoot shoot the Boer shoot shoot shoot the Boer shoot shoot shoot the Boer shoot shoot shoot the Boer shoot shoot mother leave me be oh mother mother leave me be oh mother shoot the Boer shoot shoot shoot the Boer shoot shoot shoot the Boer shoot shoot shoot the Boer shoot shoot the cowards are scared shoot shoot ayeah shoot shoot the cowards are scared shoot shoot iii yoh shoot shoot shoot the Boer shoot shoot shoot the Boer shoot shoot shoot the Boer shoot shoot shoot the Boer shoot shoot mother leave me be oh mother mother leave me be oh mother shoot the Boer shoot shoot shoot the Boer shoot shoot shoot the Boer shoot shoot shoot the Boer shoot shoot these dogs are raping shoot shoot ay iyeah shoot shoot these dogs are raping shoot shoot ay iiiyo shoot shoot shoot the Boer shoot shoot shoot the Boer shoot shoot shoot the Boer shoot shoot shoot the Boer shoot shoot the cowards are scared shoot shoot Ay iyeah shoot shoot the cowards are scared shoot shoot Ay iyeah |